# Tu casa o la mía
Tu casa o la mía (título original en inglés: Your Place or Mine) es una película de comedia romántica estadounidense escrita y dirigida por Aline Brosh McKenna, protagonizada por Reese Witherspoon (también productora) y Ashton Kutcher  que interpretan a dos mejores amigos que deciden cambiar de casa durante una semana. También actúan Jesse Williams, Zoë Chao, Wesley Kimmel, Tig Notaro y Steve Zahn.
Su estreno fue el 10 de febrero de 2023 en la plataforma de streaming Netflix.

## Sinopsis
Un hombre cuida del hijo de su mejor amiga y una mujer persigue el sueño de su vida mientras intercambian sus casas durante una semana que les cambiará la vida.

## Reparto
- Reese Witherspoon como Debbie
- Ashton Kutcher como Peter
- Zoë Chao como Minka
- Jesse Williams como Theo[4]
- Wesley Kimmel[5] como Jack
- Tig Notaro como Alicia
- Steve Zahn[5] como Zen
- Rachel Bloom[5] como Scarlet
- Griffin Matthews[5] como Profesor Golden
- Vella Lovell[5] como Vanessa
- Shiri Appleby[5] como Becca

## Producción

### Desarrollo
La película se anunció en mayo de 2020 con Netflix en su distribución, protagonizada por Reese Witherspoon, asimismo en el rol de productora. El guion está escrito por Aline Brosh McKenna, con amplia trayectoria como guionista, que realiza su debut como directora.
En agosto de 2021, Ashton Kutcher se unió al elenco. En octubre de 2021, se anunció que Jesse Williams, Tig Notaro, Zoë Chao, Steve Zahn y Wesley Kimmel se incorporaban al elenco de la película.
El tráiler completo se dio a conocer el 12 de enero de 2023.

### Rodaje
La fotografía principal comenzó en octubre de 2021. Los lugares de rodaje incluyeron Montague Street en Brooklyn.

## Estreno
Su estreno fue el 10 de febrero de 2023 por la plataforma de streaming Netflix.